# Monstera adansonii
Monstera adansonii — це вид квіткової рослини з родини кліщинцевих (Araceae), який широко розповсюджений у більшій частині Південної та Центральної Америки. Окрім країн Південної Америки, його також можна знайти у Вест-Індії на таких островах, як Антигуа, Гренада, Саба, Сент-Кітс, Гваделупа, Марі-Галант, Домініка, Мартиніка, Сент-Люсія, Сент-Вінсент, Тобаго та Тринідад. Вид досить поширений поблизу річкових долин на нижніх висотах.

## Опис

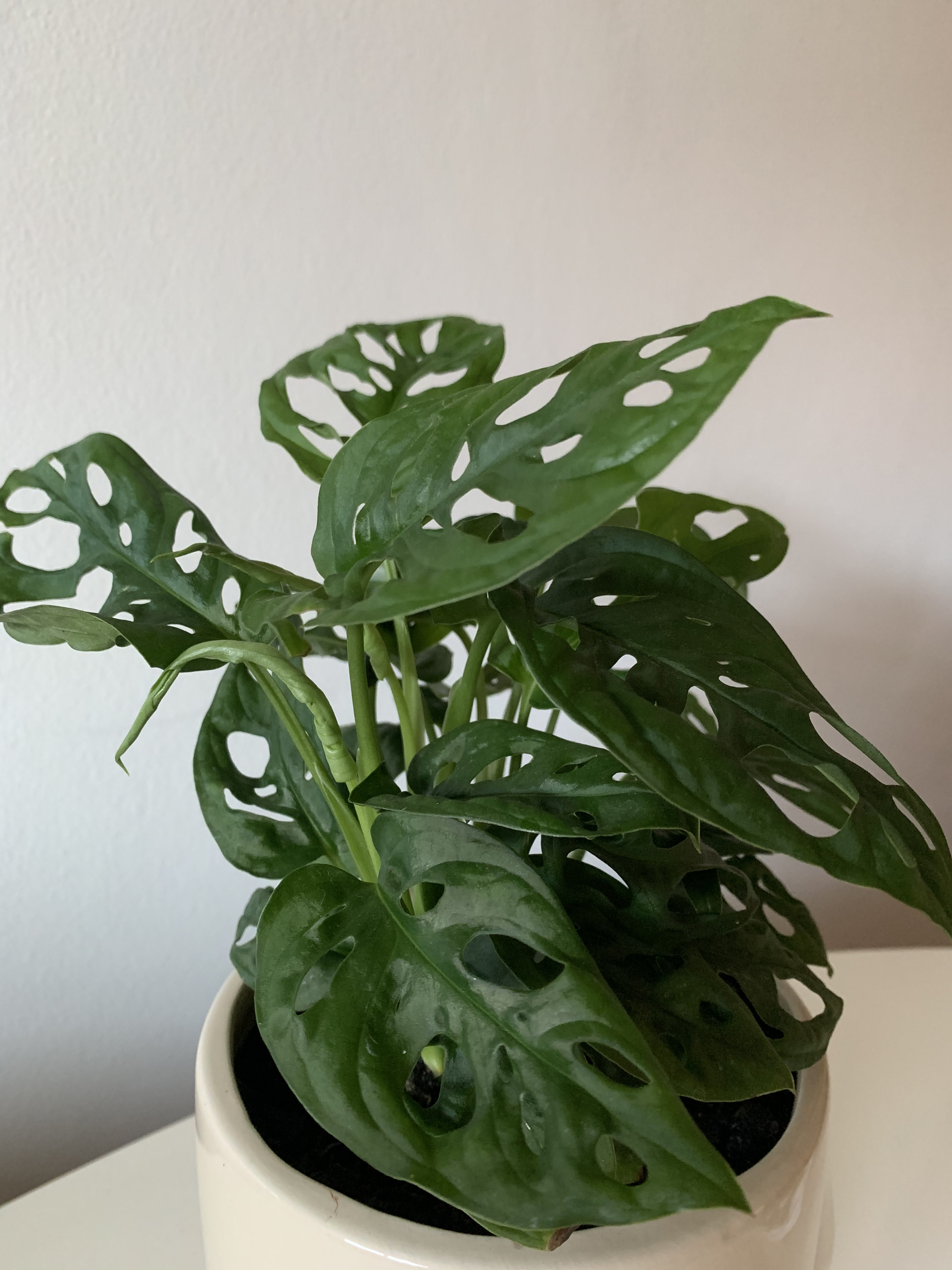
У горщику

Monstera adansonii відома своїми красивими листям у формі серця. Листя має дещо товсту, воскову текстуру та містить великі отвори овальної форми. Виростає до 1–1.5 метра у висоту як кімнатна рослина і до 4 метрів як ліана. Монстера Адансона — кімнатна рослина, яка проста в догляді, любить яскраве непряме сонячне світло. Цій рослині потрібен добре дренований ґрунт, як-от торф і суміш перліту, щоб уникнути загнивання коренів; полив має бути лише тоді, коли верхній шар ґрунту стане сухим, і взимку полив треба зменшити. Є кілька сортів із строкатим листям, у тому числі 'Archipelago'.